# 克利希夫 (斯尼亞滕區)
48°29′24″N 25°20′10″E / 48.49000°N 25.33611°E
克利希夫（烏克蘭語：Келихів），是烏克蘭西部的村莊，隸屬伊萬諾-弗蘭科夫斯克州的科洛梅亞區。該村始建於1100年，面積1.14平方公里，2001年人口410，人口密度每平方公里360人。